# 木南道孝
木南 道孝（きなみ みちたか、1920年10月23日 - 2008年5月8日）は、昭和期の陸上選手、日本陸上競技連盟名誉副会長、第9代大阪市城東区長。

## 略歴
1920年、大阪府生まれ。東京高等師範学校（現・筑波大学）を卒業後、大分の中学校教諭、大阪の大手前高等女学校教諭などを経て、大阪市教育委員会に勤務。 
1メートル80を超える長身を生かし、1949年-1952年まで110ｍ障害で日本選手権同種目4連覇、1951年に樹立した14秒5の日本記録は11年間破られなかった。
1952年ヘルシンキオリンピックの代表となる。
1971年、大阪陸上競技協会理事長、1982年1月に開催された第1回大阪女子マラソン（現・大阪国際女子マラソン）の立ち上げに尽力する。
1973年、大阪市の第9代城東区長に就任。
1991年から大阪陸上競技協会会長に就任し、1993年、日本陸連名誉副会長、大阪市体育協会会長。
2000年に大阪文化賞を受賞。
2008年、敗血症性ショックのため87歳で死去。
2014年5月には木南の功績をたたえ、第1回「木南道孝記念陸上競技大会」が大阪ヤンマースタジアム長居で開催され、2023年で10回を数えている。